# Explode Coração
Explode Coração é uma telenovela brasileira produzida e exibida pela TV Globo de 6 de novembro de 1995 a 3 de maio de 1996, em 155 capítulos. Substituiu A Próxima Vítima, e foi substituída por O Fim do Mundo, sendo a 51.ª "novela das oito" exibida pela emissora. 
Teve a autoria de Glória Perez, com direção de Ary Coslov, Gracindo Júnior e Carlos Araújo. A direção geral e de núcleo foram de Dennis Carvalho. 
Contou com Tereza Seiblitz, Edson Celulari, Maria Luísa Mendonça, Françoise Forton, Leandra Leal, Ricardo Macchi, Rodrigo Santoro, Renée de Vielmond, Eliane Giardini e Paulo José nos papéis principais.

## Enredo
As famílias ciganas Sbano e Balboa fizeram um contrato de casamento para seus filhos Dara e Igor, quando os dois ainda eram crianças e moravam na cidade espanhola de Sevilha. Depois de vinte anos, Igor volta para cumprir o acordo das duas famílias. Todos aguardam ansiosos pelo rapaz, menos Dara, que não quer saber do compromisso assumido. A cigana quer mais do que estudar apenas o suficiente para aprender a ler, escrever e fazer contas, destino reservado às mulheres ciganas.
Diferentemente da irmã, Ianca, Dara sonha em trabalhar e ser independente, e faz cursinho pré-vestibular às escondidas. Tudo contra a vontade do pai, Jairo que é extremamente conservador e comprometido com as tradições ciganas. Seus futuros sogros, Pepe e Luzia, nem imaginam os anseios da jovem cigana. A espanhola vive sob a tensão de ter sua origem descoberta pelos amigos, de seu namorado Serginho e ser apanhada em flagrante. Na esteira desses conflitos entre futuro e passado, inovação e tradição, Dara inicia uma relação pela internet com o empresário Júlio. Virtualmente, os dois se envolvem cada dia mais. Ele vive um casamento de fachada com Vera Avelar, uma mulher rica e mimada. Depois que se conhecem pessoalmente e se apaixonam, Dara e Júlio encontram obstáculos ainda mais difíceis como a cultura do povo cigano. Juntos, eles lutam contra todos, inclusive a interferência incessante de Igor e Vera.
A aventura de Dara só é possível graças a Odaísa, a empregada da família, que sente pena da moça e não consegue fazer o papel de vigia e babá que lhe é conferido por Jairo e Lola. Por outro lado, Dara tem como entrave a irmã Ianca, que sonha casar-se logo. Desesperada porque na tradição cigana a mais nova só se casa depois da mais velha, a menina faz de tudo para que Dara concretize sua união com Igor o mais rápido possível.
Antes de conhecer Júlio, Dara foge de Igor e acaba se envolvendo com Serginho, um colega do cursinho pré-vestibular apaixonado por ela. Na família de Serginho, Dara conhece Augusto, por quem passa a cultivar um grande afeto e a quem começa a tratar como avô. Augusto se sente muito mal na casa do filho, o padrasto de Serginho, e recupera a alegria de viver no convívio com a jovem cigana, acostumada a reverenciar os mais velhos. Através dessas relações, a jovem mostra a todos que é muito ligada aos valores ciganos, apesar de estar em conflito com a família. Dara não deseja negar sua origem: ela quer casar-se virgem, adora as músicas e as danças de seu povo, orgulha-se de suas raízes e emociona-se com as profecias de seu avô Mio Sbano: só não concorda com a falta de liberdade que lhe impõem.
Após enfrentar muitos problemas, entre eles a solidão, Dara cede aos apelos da família e se casa com Igor, embora grávida de Júlio. Na cultura cigana, no dia do casamento a noiva deve dar uma prova de sua virgindade. Ciente da situação de Dara, Igor promete que, apesar de casados, não a tocará. E, para ajudá-la a forjar a falsa prova diante de sua comunidade, faz um corte no próprio braço e suja a saia da amada de sangue. Dara permanece casada com Igor até o último capítulo da telenovela, quando dá à luz ao filho. O parto, realizado numa praia, é acompanhado por Igor, que leva Dara e a criança ao encontro de Júlio, e parte para sempre.

### Tramas paralelas
A história contou com o jovem Serginho que se apaixona por Beth, a ex-mulher de seu padrasto e vinte anos mais velha que ele. O casal sofre preconceito, mas nem por isso desistem do romance. A telenovela teve um núcleo com humor, formado pelo casal Salgadinho e Lucilene, e a travesti Sarita Vitti. Edu, filho de Salgadinho e Lucilene era um jovem viciado em internet dividido entre o amor de Yone e Rose, há também Bebeto a Jato, office-boy do escritório de Júlio Falcão, Bebeto é um rocker, fã de rockabilly e participante de concursos de topete.

## Elenco
| Intérprete              | Personagem                          |
| ----------------------- | ----------------------------------- |
| Tereza Seiblitz         | Dara Sbano                          |
| Edson Celulari          | Júlio Falcão                        |
| Ricardo Macchi          | Igor Balboa                         |
| Maria Luísa Mendonça    | Vera Avelar                         |
| Françoise Forton        | Eugênia Avelar                      |
| Paulo José              | Jairo Sbano                         |
| Eliane Giardini         | Lola Sbano                          |
| Laura Cardoso           | Soraya Balboa                       |
| Stênio Garcia           | Pepe Balboa                         |
| Leandra Leal            | Ianca Sbano                         |
| Regina Dourado          | Lucineide Salgado                   |
| Rogério Cardoso         | Romualdo Salgado (Salgadinho)       |
| Renée de Vielmond       | Elizabeth (Beth)                    |
| Rodrigo Santoro         | Sérgio (Serginho)                   |
| Deborah Evelyn          | Yone                                |
| Cássio Gabus Mendes     | Victor Salgado (Edu)                |
| Reginaldo Faria         | César                               |
| Nívea Maria             | Alícia                              |
| Elias Gleizer           | Augusto                             |
| Débora Duarte           | Marisa Carvalho                     |
| Daniel Dantas           | Tadeu                               |
| Herson Capri            | Ivan Mendez                         |
| Helena Ranaldi          | Larissa                             |
| Cláudio Cavalcanti      | Tolentino                           |
| Zezé Polessa            | Mila                                |
| Floriano Peixoto        | Sarita Vitti                        |
| Isadora Ribeiro         | Odaísa                              |
| Ester Góes              | Luzia Balboa                        |
| Gracindo Júnior         | Geraldo                             |
| Eri Johnson             | Adilson Gaivota                     |
| Guilherme Karan         | Adalberto (Bebeto a Jato)           |
| Felipe Folgosi          | Vladimir                            |
| Odilon Wagner           | Leandro Avelar                      |
| Paula Lavigne           | Sônia Salgado (Soninha Contratempo) |
| Ivan de Albuquerque     | Mio Sbano                           |
| Lady Francisco          | Carmem                              |
| Cássia Linhares         | Natasha                             |
| Sônia de Paula          | Hebe (Hebinha)                      |
| Mariane Vicentini       | Valéria                             |
| Paula Burlamaqui        | Rose                                |
| Stella Freitas          | Pattia                              |
| Alexandre Lippiani      | Antônio (Tom)                       |
| Carla Tausz             | Mirtes                              |
| Roberta Índio do Brasil | Maria Catarina (Kathy)              |
| Bruce Gomlevsky         | Tchula                              |
| Juliana Aguiar          | Nevenka                             |
| André Luiz              | Marcos                              |
| Luís Cláudio Júnior     | Gustavo (Gugu)                      |
| Patrick Alencar         | Ricardo Henrique (Rique)            |

### Participações especiais
| Intérprete                             | Personagem                                                |
| -------------------------------------- | --------------------------------------------------------- |
| Paulo Gorgulho                         | Deputado Lima Júnior                                      |
| Mário Lago                             | Cigano                                                    |
| Bernardo Jablonski                     | Jaime                                                     |
| Marcos Breda                           | Cláudio                                                   |
| Karina Perez                           | Laura                                                     |
| Monah Delacy                           | Dona Lurdinha                                             |
| Carlos Loffler                         | Billy                                                     |
| Arieta Corrêa                          | Jeannie                                                   |
| Antônio Pedro Borges                   | Duio                                                      |
| Cosme dos Santos                       | Dos Santos                                                |
| Fábio Pillar                           | Policial a quem Odaísa pede ajuda após o sumiço de Gugu   |
| Márcio Ehlich                          | médico que atende Júlio quando ele é baleado no atentado  |
| Flávio Guarnieri                       | Jairo (jovem)                                             |
| Letícia Hess                           | Lola (jovem)                                              |
| Chico Díaz                             | Pepe (jovem)                                              |
| Flávia Bonato                          | Luzia (jovem)                                             |
| Dary Reis                              | Almeidinha, amigo de Salgadinho                           |
| Sônia Zagury                           | Mãe de Júlio em suas lembranças                           |
| Dennis Carvalho                        | Novo marido de Vera, no final                             |
| Lana Guelero                           | Atendente da lanchonete de Salgadinho                     |
| Solange Badim                          | Repórter que noticia o acidente de carro de Ivan          |
| Priscilla Rozenbaum                    | Noiva falsa de Salgadinho                                 |
| Jorge Cherques                         | Pai de uma noiva de Salgadinho                            |
| Veluma                                 | Candidata a vaga de garçonete na lanchonete de Salgadinho |
| Vanessa Lóes                           | Modelo                                                    |
| Renata Vasconcellos                    | Modelo                                                    |
| Tony Ramos                             | Ele mesmo                                                 |
| Isabela Garcia                         | Ela mesma                                                 |
| Jane di Castro                         | Ela mesma                                                 |
| Léo Jaime                              | Ele mesmo                                                 |
| Isabelita dos Patins                   | Ela mesma                                                 |
| Renato Gaúcho                          | Ele mesmo                                                 |
| João Penca e Seus Miquinhos Amestrados | Eles mesmos                                               |

## Produção

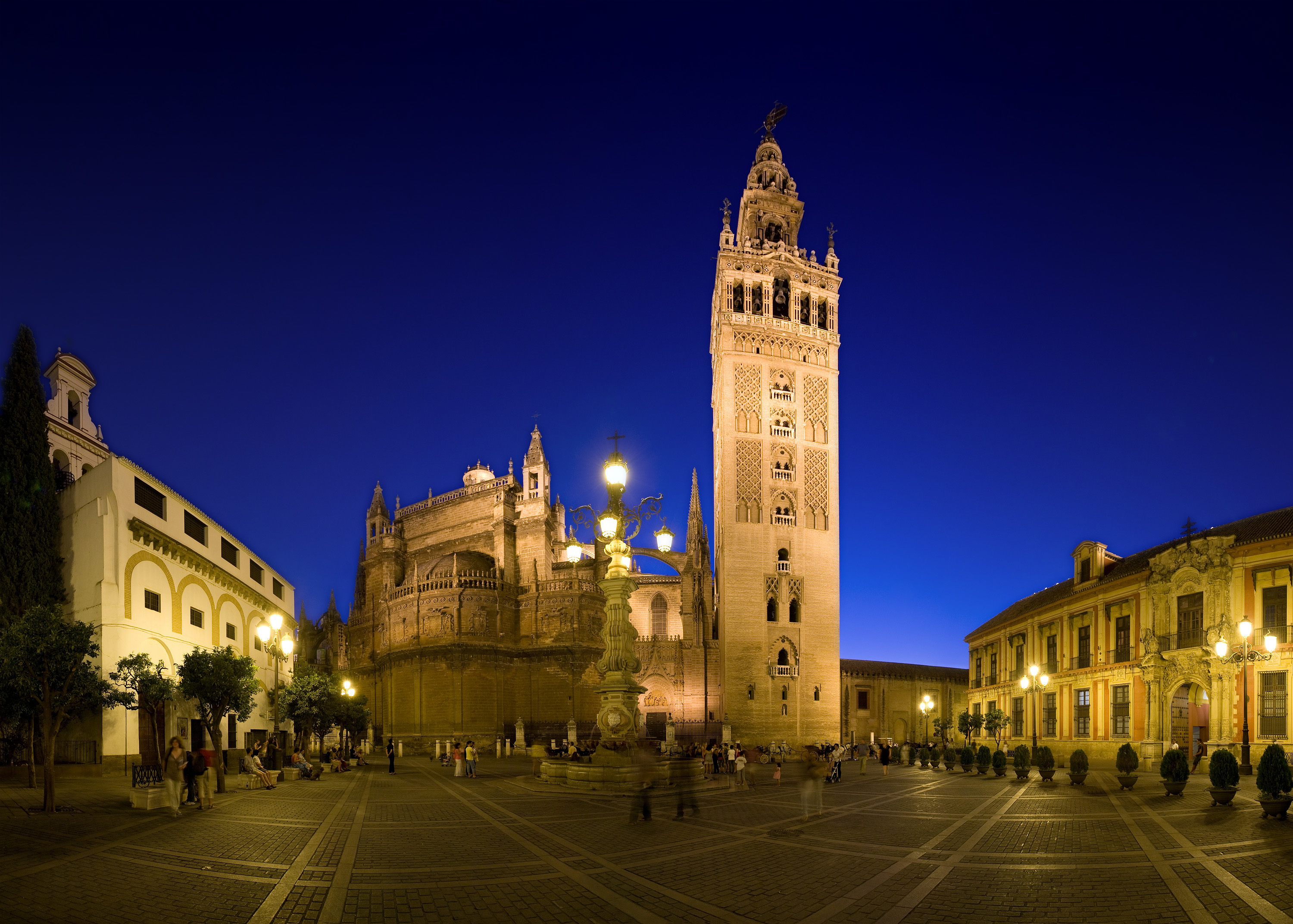
Sevilha, a cidade espanhola, um dos principais cenários da trama.

Explode Coração marcou o retorno da novelista Gloria Perez ao horário nobre da TV Globo. A escritora estava afastada das novelas desde De Corpo e Alma, que foi exibida de agosto de 1992 a março de 1993, e ficou marcada pelo assassinato de Daniella Perez, filha da autora.
As gravações começaram em setembro de 1995. Uma parte do elenco foi para Tóquio, no Japão e outra em Granada, na Espanha.
Foi a primeira telenovela da TV Globo a ser gravada do início ao fim nos estúdios da Central Globo de Produções, o Projac, hoje Estúdios Globo. Graças ao tamanho dos estúdios, poupou-se tempo na montagem e desmontagem de cenários, e reduziu-se o custo da produção.
Também foi a primeira telenovela de Glória Perez a apresentar ao público brasileiro uma cultura exótica.
Apesar do atraso de O Rei do Gado, de Benedito Ruy Barbosa, então prevista para substituir Explode Coração, a TV Globo não determinou em momento algum estender a novela. Os executivos já haviam encomendado que a novela fosse curta, para que Gloria Perez fosse liberada a tempo dos compromissos envolvendo o julgamento dos acusados do assassinato de Daniella. O intervalo entre as tramas foi, então, preenchido por O Fim do Mundo, de Dias Gomes, originalmente concebida como minissérie.
Para aprender os hábitos e costumes da cultura cigana, os atores do núcleo cigano fizeram laboratório. Auxiliados pela jornalista Lúcia Abreu, eles visitaram famílias ciganas reais que viviam no Brasil.
Tereza Seiblitz, a protagonista da trama, ficou mais de um mês dedicada ao laboratório para compor Dara, a sua personagem cigana: conversou com grupos de ciganos, leu a respeito da cultura cigana, participou das festas e chegou a ter aulas diárias de dança cigana. Sua personagem foi inspirando em uma cigana de Copacabana.
No Brasil, a internet ainda era pouco difundida e causou surpresa aos telespectadores. A possibilidade de contato entre duas pessoas através da rede mundial de computadores era uma grande novidade na época em que a telenovela foi exibida. Glória Perez contou que chegou a ser ridicularizada quando propôs abordar o tema na telenovela e foi chamada de "louca e fantasiosa".
Adriano Garib e Eduardo Moscovis chegaram a fazer o teste para viverem o personagem Igor na telenovela, porém o personagem ficou com o ator Ricardo Macchi.
A partir da segunda semana da telenovela, a direção da emissora exigiu que os figurinos dos personagens ciganos fossem modificados, pois eram considerados exagerados e estereotipados. Como não se tratava de ciganos nômades, mas ricos, moradores de bairros de classe alta que se dedicavam à indústria e ao comércio, os personagens passaram a se vestir como pessoas comuns, sendo os trajes típicos usados apenas em cenas de festas e rituais. Várias cenas com os novos figurinos foram regravadas.
Em dezembro de 1995, a advogada e cigana Mirian Stanescon conseguiu uma liminar que proibia a TV Globo de exibir as cenas onde Dara (Tereza Seiblitz) perdia a virgindade com Julio (Edson Celulari). Segundo ela, os ciganos só praticavam sexo depois do casamento e que a perda da virgindade da personagem seria uma ofensa moral. Poucos dias depois, a liminar foi derrubada pela Justiça e a Globo pôde exibir a cena normalmente.
A apresentadora Ana Furtado aparece dançando na abertura da telenovela. À época, Ana, que era modelo, não demonstrava nenhum interesse em seguir carreira na televisão.

## Exibição
Foi apresentada em um breve resumo no quadro Novelão do Vídeo Show de 15 de outubro a 26 de outubro de 2012.
Foi reapresentada na íntegra pelo Viva de 29 de janeiro a 27 de julho de 2018, substituindo O Fim do Mundo, sua sucessora original, e sendo substituída por A Indomada, às 23h30 e 13h30.

### Exibição internacionais
Portugal - SIC: Estreia em 15 de janeiro de 1996,  Equador - Ecuavisa,  Uruguai - Teledoce,  Bolívia,  Peru,  Paraguai - Telefuturo,  Argentina - El Trece,  Nicarágua e  Costa Rica.

### Outras Mídias
Em 22 de junho de 2020, foi disponibilizada na íntegra pelo Globoplay, como parte do Projeto Resgate.

## Repercussão
Ciganos de Campinas fizeram críticas ao modo como a cultura cigana era retratada na telenovela. Segundo eles, a telenovela não retratava com fidelidade a cultura do povo. Teceram críticas quanto ao modo de vida, às roupas, aos acessórios, ao casamento e tudo o que era mostrado na telenovela, alegando que muitas coisas não eram verídicas. Mas criticaram principalmente o fato da personagem Dara ter perdido a virgindade antes do casamento. Em contrapartida, cerca de 40 ciganos se reuniram em frente ao Fórum do Rio para manifestar apoio à autora Glória Perez, torcendo para que a cena romântica entre Dara e Julio fosse exibida.
A personagem Sarita (Floriano Peixoto) causou polêmica entre o meio LGBT. Segundo eles, o personagem possuía uma identidade indefinida, ou seja, não se sabia se era um travesti ou uma 'drag queen', devido ao comportamento diário dele na telenovela. Em resposta às críticas, o ator afirmou que "a ideia era viver o limite entre o homem e a mulher". Ele concluiu dizendo que "a melhor definição para Sarita é sua alma feminina".
A partir de março de 1996, a trama começou a abordar sobre as crianças desaparecidas. As mães apareciam na telenovela e mostravam a foto do seu filho desaparecido. Por meio dessa abordagem, o número de ligações ao Centro Brasileiro de Defesa dos Direitos da Criança e do Adolescente cresceu, fazendo com que as crianças desaparecidas pudessem ser encontradas. Ao final da telenovela, verificou-se que cerca de 70 crianças desaparecidas foram encontradas, graças à campanha feita na telenovela. O quadro da telenovela que mostrava as mães mostrando seus filhos desaparecidos causou pânico nas crianças. Devido ao desaparecimento dos semelhantes, as crianças temiam que com elas pudessem acontecer o mesmo.

### Audiência
Obteve média geral de 47 pontos.

## Trilha sonora
Fonte: Memória Globo

### Nacional
Capa: Cássio Gabus Mendes
1. "Preciso Dizer Que Te Amo" - Leo Jaime (Tema de Beth e Serginho)
2. "Admito Que Perdi" - Marina Lima (Tema de Vera)
3. "Let Me Be Your Diva (Babalu Mix)" - Edson Cordeiro (Tema de Sarita)
4. "Esse Meu Cabelo Rock" - João Penca & Seus Miquinhos Amestrados (Tema de Bebeto)
5. "Eu Sei Que Vou Te Amar" - Milton Nascimento (Tema de Dara e Júlio)
6. "Pensamentos" - Simone (Tema de Eugênia)
7. "Ibiza Dance" - Roupa Nova (Tema de abertura)
8. "De Mais Ninguém" - Marisa Monte e Época de Ouro (Tema de Edu e Yone)
9. "Explode Coração" - Maria Bethânia (Tema de Dara)
10. "Céu Cor-de-rosa (Indian Summer)" - Sidney Magal (Tema de Adilson)
11. "Noturna" - Elba Ramalho
12. "Eu Nunca Estive Tão Apaixonado" - Fábio Jr.
13. "A Montanha e a Chuva" - Orlando Morais (Tema de Igor e Larissa)
14. "Fiesta" - Wagner Tiso (Tema de algumas cenas de ação ou tristeza envolvendo o núcleo cigano da telenovela)

### Internacional
Capa: Teresa Seiblitz
1. "Back For Good" - Take That (Tema de Eugênia)
2. "Get Together" - Big Mountain
3. "Estoy Enamorado" - Donato & Estéfano (Tema de Igor)
4. "Don't Let Me Be Misunderstood" - Santa Esmeralda
5. "December" - Collective Soul (Tema de Larissa)
6. "That's Why (You Go Away)" - Michael Learns to Rock
7. "La Rumba de Nicolas" - Gipsy Kings
8. "Sin Excusas Ni Rodeos" - Julio Iglesias (Tema de Júlio e Dara)
9. "Father And Son" - Boyzone
10. "Se Fue" - Venus
11. "Macarena" - Los Del Rio
12. "Por Tu Amor" - Carlos Oliva & Los Sobrinos
13. "Gipsy Woman" - Cannibals
14. Ogni Volta - Antonello Venditti

### Complementar: Coração Cigano
Capa: Ana Furtado
1. "Hino Cigano" - Grupo Rorarni
2. "Chei Chovorriho" - Grupo Encanto Cigano
3. "Krallisa" - Grupo Rorarni
4. "Rorarni" - Grupo Rorarni
5. "Lamento Cigano" - Grupo Rorarni
6. "Tu Mai Lê" - Grupo Encanto Cigano
7. "Amor Gitano (Volimôs Romanô)" - Grupo Rorarni
8. "Betchári" - Grupo Encanto Cigano
9. "Gary Gary" - Grupo Rorarni
10. "Jau Dale Adjes" - Grupo Encanto Cigano
11. "Ibiza Dance" - Roupa Nova
12. "Fiesta" - Wagner Tiso

## Prêmios e indicações
| Ano  | Prêmio          | Categoria             | Indicado         | Resultado | Fonte               |
| ---- | --------------- | --------------------- | ---------------- | --------- | ------------------- |
| 1997 | Prêmio Contigo  | Melhor Ator televisão | Rogério Cardoso  | Indicado  | [ 30 ]              |
| 1997 | Prêmio Contigo  | Destaque do Ano       | Gloria Perez     | Venceu    | [ 31 ]              |
| 1996 | Troféu Imprensa | Revelação do Ano      | Floriano Peixoto | Indicado  | [carece de fontes?] |